# Доманик (геология)
Доманик (другое название «доманит») — полезное ископаемое, сорт горючего сланца, стратотипное месторождение которого располагается в Ижмо-Печорской впадине Тимано-Печорской плиты. В геологии полезных ископаемых название доманик со временем перешло к целому классу осадочных пород  верхнего девона, имеющих приблизительно такую же структуру и происхождение, и называемых по его типу доманиковой свитой, доманиковыми отложениями или, одним словом, доманикитами.
Всякий доманикит по определению содержит в себе какое-то количество углеводородного сырья, этот слой называют даже «типичной нефтематеринской толщей», однако добыть его довольно трудно из-за повышенной плотности этой породы, поэтому доманик, как полезное ископаемое, не так известен, как, к примеру, колчедан; чаще доманики служат всего лишь надёжным маркёром нефтеносности близлежащих участков. — Хотя запасы углеводородного сырья в известных доманиковых отложениях столь значительны, что попытки найти, всё-таки, приемлемый по цене способ эти запасы извлечь предпринимаются вновь и вновь.

## История открытия
Доманик получил своё название по имени небольшой речки в верховьях Ухты, где местные жители издревле его добывали и употребляли в быту. Впервые описан вологодским губернским прокурором, химиком-любителем, Тертием Борноволоковым.
В ряде научно-исследовательских статей 1809-го — 1812-го годов, посвящённых промышленно-перспективным месторождениям полезных ископаемых в Вологодской губернии, свежеиспечённый член-корреспондент Академии Наук, Борноволоков подробно описывает найденный им минерал, его полезные свойства и способы их использования. Учёный проводит с ним ряд естественно-научных экспериментов, применяя и совершенно новый в то время метод анализа Клапрота, получив, в итоге, качественный графит; даёт новому минералу и научное название: «ardesia bituminosa vologdiensis», — что по-латински значит «шифер битумный вологодский» или, иначе, «сланец нефтяной вологодский».
Назначенный заместителем Правителя Русской Америки, на пути к новому месту службы Тертий Борноволоков неожиданно погибает. — В разгар войны с Наполеоном интерес научного сообщества к его открытиям не получил развития, и вскоре он и его труды были забыты.
Спустя почти тридцать лет, в 1840 году, по следам Борноволокова в верховья Ухты заходит на разведку геологическая экспедиция барона Мейендорфа, а в 1843 году в Печорский бассейн уже целенаправленно снаряжается экспедиция под руководством выдающегося русского геолога курляндского происхождения графа Кейзерлинга. Их усилиями залегание доманика было подробно охарактеризовано и сделана первая попытка его систематизировать, составлены карты и таблицы слоёв Печорского бассейна девонского периода. В своей работе барон Мейендорф ссылается на труд Борноволокова 1812 года как на основной по доманику — и тем спасает учёного от забвения.

## Описание и употребление
К 1850 году доманик был известен лишь по месторождению на реке Ухта. Собрав, видимо, все доступные данные, барон Мейендорф в 1849 году пишет:

В Яренском уезде, Вологодской губернии, в 400 верстах от г. Яренска по дну речки Ухты проходит некоторый род смолистого сланца, добыча которого производится во время самого большого мелководья и простирается в этом месте на сумму от 200 до 300 рублей. Этот смолистый сланец называется на месте домаником. Цвета он бывает тёмного, на поверхности иногда беловатого, но в изломе всегда тёмно-бурого и даже чёрного; черту даёт бурую, блестящую. Он горит с густым чёрным дымом, причём не разрушается, но только меняет свой цвет на поверхности. Горючесть и цвет зависят от большего содержания в нём смолы.
Относительный вес доманика 1,654; от прокалки он теряет до 0,48 своего веса; в число составных частей его входят: кремнезём, около 9 % извести и 5 % глинозёма; оказываются также следы марганца, окиси железа и несколько серы. Он кипит с кислотою, но в ней совершенно не растворяется. Некоторые куски его переходят в Лидийский камень и дают об сталь искры, другие же распадаются на тонкие пластинки.
В геогностическом отношении доманик занимает самые нижние части второго яруса девонской формации. Он лежит под глинистым рухляком синевато-серого цвета, содержащем в себе из окаменелостей наиболее Lithodendron и перемежающимся со слюдистым песчаником. В самом доманике заключаются гнёзда и пропластики мелкозернистого, кристаллического, тёмно-серого известняка, имеющего отчасти жёлтый цвет, туфовое сложение и содержащего в себе роговик. В этом известняке, когда он не содержит смолы, заключается множество окаменелостей, из которых наиболее господствует Naticopsis domaniciensis; а вместе с нею попадаются: Goniatites cinctus, Spirifer indentatus, Cardiola и Ammonites.
Граф Кейзерлинг сравнивает группу пластов, заключающих в себе доманик, или с промежуточной формацией, между силурийской и девонской, замеченной в Соединённых Штатах, или же с верхними пластами силурийской формации.

Обнажённый участок ухтинского месторождения доманика, единственно известный тогда учёным, был не так уж велик: приблизительно 14 километров вдоль берега, с толщиной слоя от 60 до 90 метров, — и располагался в малонаселённом крае. Поэтому добыча его не была постоянной, и так и не стала промышленной. Добывали доманик плитами толщиной от 4-х до 12 сантиметров, вымачивали в воде, раскалывали с помощью деревянных клиньев и получали что-то вроде досок длиной до полутора метров, которые хорошо поддавались обработке столярным инструментом, скреплению и шлифовке. Высушив, детали полировали и получали отменно красивые и прочные изделия, чрезвычайно похожие фактурой на чёрный мрамор.
Из доманика местные жители выделывали столешницы, подоконники, лавки, мерные линейки, подносы и прочие предметы обихода. Также доманик использовали при копчении, — как уже говорилось, он был горючим и давал густой дым.
В тёплое время года пласты доманика на Ухте трескались и в реку маленькими ключами сочилось так называемое «доманиковое масло», — нефть. Туземцы использовали это масло как лекарство от ломоты или как смазку для осей и лыж.
Ценность доманика колебалась, как и его добыча, но, похоже, так и не поднялась до полноценного промышленного товара. В Энциклопедическом словаре Брокгауза и Ефрона доманику посвящено всего три строки.